# Bataille de Timimoun
Guerre d'Algérie
Batailles
- Toussaint rouge
- Opération Eckhmül
- Opération Aloès
- Opération Véronique (en)
- Opération Violette
- Massacres d'août 1955 dans le Constantinois
- Opération Timgad
- Bataille d'El Djorf
- Opération Oiseau bleu
- Embuscade de Palestro
- Bataille d'Alger
- Bataille de Bouzegza
- Bleuite
- Bataille de Timimoun
- Bataille des Frontières
- Combat du Fedj Zezoua
- Coup d'État du 13 mai 1958
- Opération Résurrection
- Opération Couronne
- Opération Brumaire
- Plan Challe
- Opération Jumelles
- Semaine des barricades
- Manifestations de décembre 1960
- Putsch des généraux

- Bataille de Bab El Oued
- Fusillade de la rue d'Isly
- Massacre d'Oran

La bataille de Timimoun opposa, de novembre à décembre 1957, les troupes du Front de libération nationale et celles de l'armée française, principalement le 3e Régiment de parachutistes coloniaux, sous les ordres du colonel Marcel Bigeard.

## Déroulement
Vers Timimoun, au mois d’octobre 1957, des goumiers désertent après avoir massacré leurs cadres européens. Les déserteurs rejoignent une unité de l’ALN.
Le 8 novembre 1957, un convoi et son escorte de légionnaires sont attaqués. Le 21 novembre, les rebelles sont localisés et encerclés dans le désert du Tademaït par le 3ème RPC.
Le sergent-chef René Sentenac est blessé à mort au cours de l’opération Timimoun I, lors du premier accrochage le 21 novembre 1957. Son agonie est alors immortalisée par le photographe Marc Flament. Près de lui, le lieutenant Pierre Roher commandant la section appelle les secours. Le lieutenant est tué à son tour peu après ainsi que l'infirmier Roland Fialon  par un sniper ennemi embusqué à 400 mètres au nord de leur position.